# Bharata (Ramaiana)
En la epopeya hindú Ramaiana, Bharáta era el hijo del rey Daśaratha (con la malvada Kaikeyi) y el segundo hermano del protagonista Rama.
- भरत, en sánscrito, en escritura devanagari.
- Bharata en sánscrito, en el sistema de transliteración AITS (alfabeto internacional de transliteración sánscrita).
- Bharatha en los idiomas del sur de la India.
- Barata en idioma malayo.
- Phra Phrot, en idioma tailandés.

Dasaratha era el rey de Aiodhia y pertenecía a la Suria Vamsa (o dinastía solar).
Se dice que —después de Rama— Bharatá era el símbolo del dharma y del idealismo.
Unos pocos comentaristas, sin embargo, afirman que Bharatá superaba al propio Rama en virtud.
Se considera una encarnación del Sudarsaná-chakrá (disco de metal, que el dios Visnú utiliza para cortar las cabezas de los demonios), el más famoso de los pancha iudha de Visnú.

## Nacimiento
Bharatá fue el segundo de los cuatro hijos de Dasaratha.
Aunque el Ramaiana describe que los cuatro hermanos se amaban unos a otros, el Bhagavata-purana (un texto muy posterior, del siglo XI d. C.)) explica que Shatrughna estaba más cerca de Bharatá, y Láksmana más cerca de Rama.
Bharatá se casó con Mandavi, la hija de Kusha-Dhuash (hermano del rey Janaka), y por lo tanto prima de Sita.
Tuvieron dos hijos: Taksha and Pushkala.

## Exilio de Rama
El Ramaiana relata cómo la malvada Kaikeyi traicionó a su esposo el rey Dasharatha, haciéndole prometer que pondría a Bharata en el trono de Ayodhya (que le correspondía al primogénito Rama) y exiliar a Rama a los bosques durante 14 años.

### Reacción de Bharatá
Cuando los pobladores de Ayodhya y los numerosos aliados de Rama se enteraron del exilio, odiaron a Bharatá (porque entendieron que él tenía algún tipo de conexión con el exilio de Rama).
Cuando Rama fue echado de Aiodhiá, Bharatá reprendió a su madre Kaikeyi e inmediatamente declaró su intención de traer Rama de regreso a la ciudad; y si éste no aceptara, Bharatá se iría al exilio acompañando a Rama.
El sabio Vasishta —considerado el gurú de Ayodhya— declaró que nadie había entendido sus lecciones sobre dharma (religión, deber) mejor que Bharatá.

## Rey de Ayodhya
Cuando su padre Dasharatha murió (debido al dolor por la injusticia cometida contra Rama), Bharatá viajó al bosque para hablar con Rama y Láksmana.
Al volver contó que le había pedido a Rama que volviera a Ayodhya como emperador, pero Rama se habría negado, aduciendo que romper la palabra de su padre hubiera sido incorrecto.
Bharatá también dijo que el rey Yanaka (padre de Sita, esposa de Rama) había dicho que si el amor de Bharatá por su hermano Rama era tan grande, tenía que ayudar a Rama a vivir rectamente. Bharatá dijo que entonces había abandonado su esfuerzo por llevar a Rama de vuelta a Aiodhiá antes de que pasaran los 14 años de exilio.
Bharatá se hizo coronar en Ayodhya y dijo que hacía un voto de que si Rama no volvía inmediatamente después del exilio, él se suicidaría.
Bharatá se convirtió en rey de Kosala y Ayodhya.
Como prueba de que era sólo un representante de Rama, puso las sandalias de éste al pie del trono real.
Durante este tiempo Bharatá no perdonó a su madre Kaikeyi, y sirvió diligentemente a Kausalya (la madre de Rama) y a Sumitra (la madre de Láksmana).

## Rey de Takshisila
Bharatá conquistó a los gandharvas y creó el reino de Takshisila, que comprendía las actuales regiones de Panyab, Pakistán, Afganistán y otras partes del centro de Asia.
Es evidente que Tashkent (la capital de Uzbekistán) deriva de esta Takshishila.
La actual ciudad de Taksila (en Pakistán) también es marca de esta época.

## Retorno de Rama
Cuando pasaron los 14 años de exilio, y Rama había matado al rey Ravana (el emperador rákshasa de Lanka).
Preocupado porque Bharatá cumpliera su voto de matarse, Rama envió a su amado hombre mono Hánuman a Ayodhya.
Bharatá lideró la procesión para recibir al piadoso rey y a su reina, y a su hermano Láksmana.
Aunque después de su coronación, Rama pensaba coronar a Láksmana como iuvarásh (príncipe heredero), Láksmana señaló las virtudes de Bharatá y los años de experiencia como administrator de Ayodhya, lo que lo calificaba como mejor líder.

## Retiro
Cuando Ram —habiendo echado a Sita al bosque muchos años atrás— decidió retirarse, Bharatá y Shatrughna lo siguieron.
Rama entró al río Saraiu y se transformó en Mahavisnú.
Bharatá y Shatrughna entraron al río y se fundieron en él.

## Templo
El templo Koodalmanikyam (en el Estado de Keralá) es el único templo Bharatá en toda la India.